# Muhammad ibn Munkadir
Muhammad ibn Munkadir, également connu sous le nom de Muhammad at-Taymī, était un grand tabi‘i (pl. taba‘īn) et un réciteur du Coran. Il transmit un grand nombre de hadiths. Il mourut en 747.